# Червоне (Бериславський район)
Червоне́ — село в Україні, у Новоолександрівській сільській громаді Бериславського району Херсонської області. Населення становить 212 осіб.

## Історія
12 червня 2020 року, відповідно до розпорядження Кабінету Міністрів України № 726-р «Про визначення адміністративних центрів та затвердження територій територіальних громад Херсонської області», Петропавлівська сільська рада об'єдна з Новоолександрівською сільською громадою.
19 липня 2020 року, в результаті адміністративно-територіальної реформи та ліквідації Нововоронцовського району, село увійшло до складу Бериславського району.
22 червня 2023 року рішенням Національної комісії зі стандартів державної мови віднесено до списку населених пунктів, які «можуть не відповідати лексичним нормам української мови», зокрема стосуватися «російської імперської чи колоніальної політики». Громаді рекомендовано обґрунтувати доцільність збереження поточної назви або  запропонувати нову назву в установленому законодавством порядку.
З початку широкомасштабного російського вторгнення в Україну село перебувало під тимчасовою російською окупацією.
12 жовтня 2022 року голова Закарпатської ОВА Віктор Микита повідомив, що бійці 128-ої окремої гірсько-штурмової бригади звільнили село від російських окупантів.

## Населення
Згідно з переписом УРСР 1989 року чисельність наявного населення села становила 259 осіб, з яких 117 чоловіків та 142 жінки.
За переписом населення України 2001 року в селі мешкало 212 осіб.

### Мовний склад
Рідна мова населення за даними перепису 2001 року:
| Мова       | Чисельність, осіб | Доля     |
| ---------- | ----------------- | -------- |
| Українська | 207               | 97,64 %  |
| Російська  | 5                 | 2,36 %   |
| Разом      | 212               | 100,00 % |